# Peropteryx
Peropteryx (Peters, 1867) è un genere di pipistrelli della famiglia degli Emballonuridi.

## Descrizione

### Dimensioni
Al genere Peropteryx appartengono pipistrelli di piccole dimensioni, con lunghezza dell'avambraccio tra 38 e 54 mm, la lunghezza della coda tra 12 e 18 mm e un peso fino a 11 g.

### Caratteristiche craniche e dentarie
Il cranio presenta un rostro talmente rigonfio che il profilo dorsale è pressoché parallelo alla linea delle radici dentarie. Le ossa pre-mascellari sono ben sviluppate.
Sono caratterizzati dalla seguente formula dentaria:

### Aspetto
La pelliccia è lunga. Le parti dorsali variano dal marrone chiaro al bruno-nerastro, mentre quelle ventrali sono solitamente più chiare o bruno-grigiastre. La fronte è molto alta, spesso con una frangia di lunghi peli, il muso è appiattito, appuntito e privo di peli, gli occhi sono piccoli. Le orecchie sono triangolari, con l'estremità arrotondata, ricoperte di pliche cutanee nella superficie interna del padiglione auricolare e possono essere sia separate tra loro oppure come in Peropteryx leucoptera unite sulla testa da una sottile membrana. Il trago è corto e con l'estremità arrotondata, mentre l'antitrago è semi-circolare, lungo e si estende in avanti quasi fino all'angolo posteriore della bocca. Le membrane alari possono essere nere oppure molto chiare e semi-trasparenti ed attaccate posteriormente lungo le anche. È presente una sacca ghiandolare ben sviluppata tra l'avambraccio e il primo metacarpo, che si estende parallelamente al corpo fino al bordo d'entrata alare ed ha l'apertura anteriore. La coda è relativamente lunga e fuoriesce dall'uropatagio a circa metà della sua lunghezza. Il calcar è lungo e si estende per quasi la metà del margine libero dell'uropatagio.

## Distribuzione
Questo genere è diffuso nell'America centrale e meridionale.

## Tassonomia
Il genere comprende 4 specie.
- Sottogenere Peropteryx - Orecchie separate. 
  - Peropteryx kappleri
  - Peropteryx macrotis
  - Peropteryx pallidoptera[3]
  - Peropteryx trinitatis
- Sottogenere Peronymus - Orecchie unite alla base tramite una sottile membrana.
  - Peropteryx leucoptera